# 福田芝麻䗉蝸牛
福田芝麻䗉蜗牛（学名：Georissa hukudai），是原始腹足目芝麻䗉蜗牛科Georissa属的一种。主要分布于台湾，常栖息在林间或林边潮湿的落叶层。